# موس مو

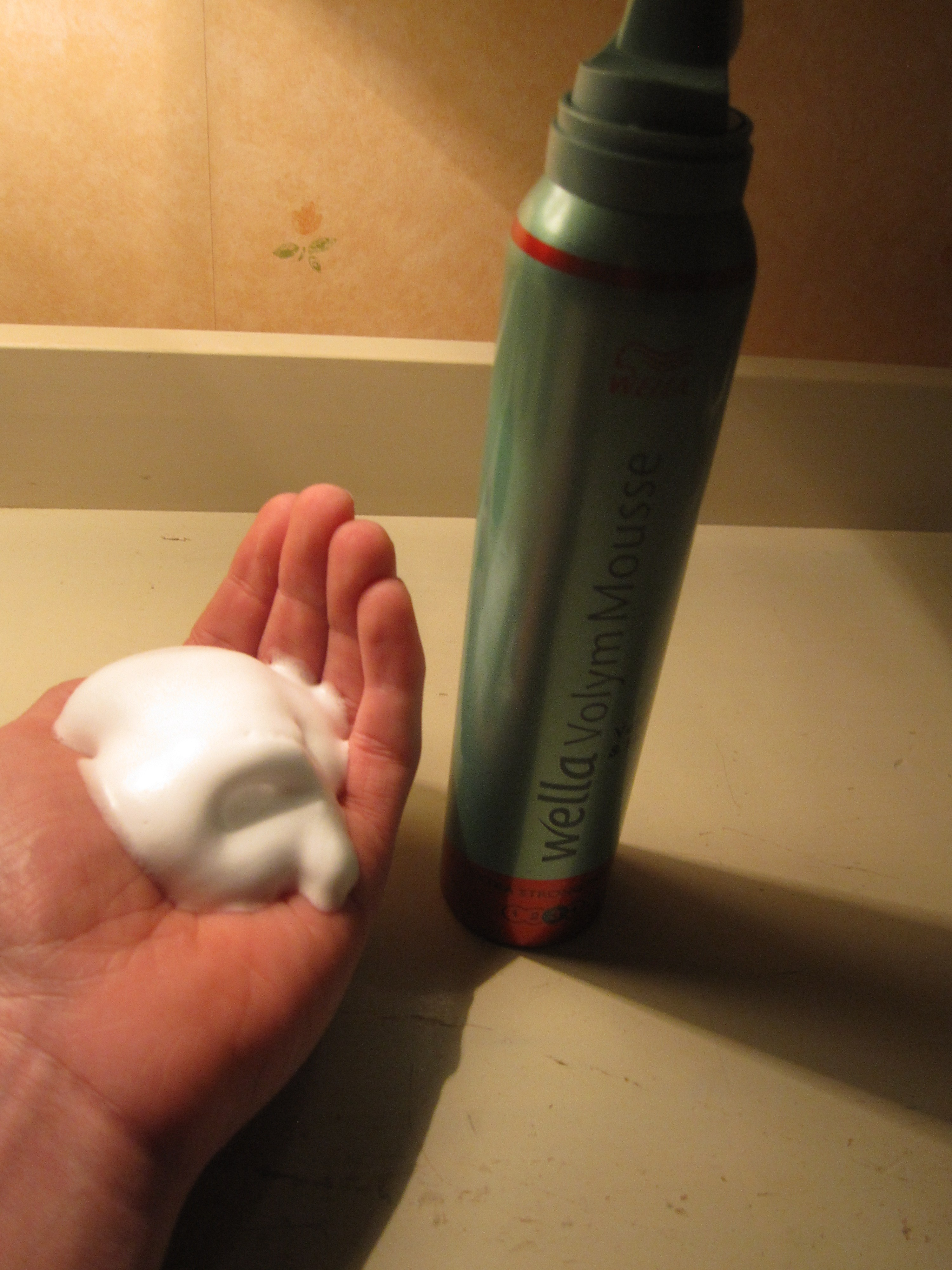
فوم یا موس مو محصولی برای زیباتر کردن موهای فر و مجعد و حتی صاف است

موس مو  (انگلیسی: Hair mousse) یکی از محصولات آرایشی مو است که برای حجم‌دادن و درخشش بیشتر به مو اضافه می‌شود. نام موس برگرفته از زبان فرانسه است، این لغت در زبان فرانسه به معنای کف است. ریشه این محصول نیز به فرانسه برمی‌گردید و در سال ۱۹۸۰ توسط کمپانی لورئال به آمریکای شمالی آورده شد. موس مو معمولاً به شکل یک اسپر کف هواپخش یا به‌شکل کرمی توزیع می‌شود.